# Colombia i olympiska sommarspelen 1988
Colombia deltog i de olympiska sommarspelen 1988 med en trupp bestående av 40 deltagare, och landet tog en bronsmedalj.

## Boxning
Flugvikt
- Simon Morales
  - Första omgången — Förlorade mot Setsuo Segawa (JPN), 1:4

Bantamvikt
- Jorge Julio Rocha →  Brons
  - Första omgången — Besegrade Michael Hormillosa (PHI), RSC-3
  - Andra omgången — Besegrade Felix Nieves (PUR), 5:0
  - Tredje omgången — Besegrade René Breitbarth (GDR), 4:1
  - Kvartsfinal — Besegrade Katsuyoki Matsushima (JPN), 3:2
  - Semifinal — Förlorade mot Aleksandar Khristov (BUL), 2:3

## Friidrott
Herrarnas 10 000 meter
- Pedro Ortiz
  - Första omgången — 29:08,25 (→ gick inte vidare)

Herrarnas maraton
- Pedro Ortiz
  - Final — 2:23,34 (→ 39:e plats)

Herrarnas 20 kilometer gång
- Hector Moreno
  - Final — 1:27,06 (→ 33:e plats)

- Querubín Moreno
  - Final — fullföljde inte (→ ingen placering)

Herrarnas 50 kilometer gång
- Hector Moreno
  - Final — 4:01,31 (→ 30:e plats)

Damernas 100 meter
- Amparo Caicedo
  - Första omgången — 11,59
  - Kvartsfinal — 11,65 (→ gick inte vidare)

Damernas 200 meter
- Norfalia Carabali
  - Första Round — 23,78
  - Kvartsfinal — 23,96 (→ gick inte vidare)

- Ximena Restrepo
  - Första omgången — 24,00 (→ gick inte vidare)

Damernas 400 meter
- Norfalia Carabali
  - Första omgången — 53,27
  - Kvartsfinal — 51,76
  - Semifinal — 52,65 (→ gick inte vidare)

Damernas 4 x 100 meter stafett
- Amparo Caicedo, Norfalia Carabali, Olga Escalante och  Ximena Restrepo
  - Första omgången — 45,46 (→ gick inte vidare)

Damernas 4 x 400 meter stafett
- Olga Escalante, Norfalia Carabali, Amparo Caicedo och Ximena Restrepo
  - Heat — DSQ (→ gick inte vidare, ingen placering)

Damernas diskuskastning
- María Isabel Urrutia
  - Kval — 53,82m (→ gick inte vidare)

Damernas kulstötning
- María Isabel Urrutia
  - Kval — 15,13m (→ gick inte vidare)

## Fäktning
Herrarnas värja
- Mauricio Rivas
- Juan Miguel Paz
- Joaquin Pinto

Herrarnas värja, lag
- Oscar Arango, William González, Juan Miguel Paz, Joaquin Pinto, Mauricio Rivas